# Sedum brachetii
Sedum brachetii är en fetbladsväxtart som beskrevs av J.Reyes, Islas, O.González. Sedum brachetii ingår i Fetknoppssläktet som ingår i familjen fetbladsväxter. Inga underarter finns listade i Catalogue of Life.